# Harry Martinson-sällskapet
Harry Martinson-sällskapet är ett litterärt sällskap tillägnat författaren och nobelpristagaren Harry Martinson. Sällskapet bildades i Jämshög i Olofströms kommun 1984. Harry Martinson-sällskapet är en oberoende ideell förening som verkar för att vidga och fördjupa intresset och förståelsen för Harry Martinsons författarskap, uppmärksamma och stödja forskning kring hans liv och diktning samt verka för att författarens texter hålls tillgängliga i goda tryckta upplagor. Litteraturvetaren Ingvar Holm var sällskapets första ordförande från bildandet 1984 fram till 1999.
Sällskapet delar också ut flera priser. Vid sällskapets 25-årsjubileum instiftades Klockrikestipendiet, som delas ut vartannat år, ojämna. Martinsons döttrar Eva och Harriet ingår i juryn. Tillsammans med Olofströms kommun delar sällskapet också ut Harry Martinson-priset, som också delas vartannat år men jämna år. Mellan 1986 och 1997 delade sällskapet ut Stora Harry Martinson-priset, men det ersattes med Harry Martinson-priset.